# تل کلی
تل کلی در شهرستان گچساران، بخش مرکزی، دهستان لیشتر، روستای ده وه واقع شده و این اثر در تاریخ ۷ خرداد ۱۳۸۷ با شمارهٔ ثبت ۲۲۹۹۰ به‌عنوان یکی از آثار ملی ایران به ثبت رسیده است.